# Type 4 Ho-Ro
Type 4 Ho-Ro (Japans: 四式十五糎自走砲 ホロ, 4siki-15cm jisouhou Ho-Ro?) was een Japans stuk gemechaniseerde artillerie zonder instelbare koepel gebruikt tijdens de Tweede Wereldoorlog.

## Ontwerp en inzet
Het voertuig bestond uit een frame met daar op een 150mm Type 38 houwitser gebouwd. De 150mm Type 38 houwitser had een bereik van 6000 meter. Het ontwerp was gebaseerd op een ontwerp van de Duitse wapenfabrikant Krupp. Het onderstel was een aangepast onderstel van Type 97 Chi-Ha. Meestal werd Type 4 Ho-Ro ingezet in een vier voertuigen batterij. Type 4 Ho-Ro werd ingezet in de Filipijnen tijdens de laatste maanden van de Tweede Wereldoorlog.